# Селва дел Монтело
Селва дел Монтело (итал. Selva del Montello) јесте насеље у Италији у округу Тревизо, региону Венето.
Према процени из 2011. у насељу је живело 1749 становника. Насеље се налази на надморској висини од 87 м.